# تيد ويلسون
تيد ويلسون (بالإنجليزية: Ted Wilson)‏ (1 يناير 1855 ستوك أون ترينت المملكة المتحدة - ) هو لاعب كرة قدم بريطاني يلعب كمهاجم.